# Антонювка (Любартівський повіт)
Антонювка (пол. Antoniówka) — село в Польщі, у гміні Острувек Любартівського повіту Люблінського воєводства.
Населення — 161 особа (2011).
У 1975-1998 роках село належало до Люблінського воєводства.

## Демографія
Демографічна структура станом на 31 березня 2011 року:
|          | Загалом | Допрацездатний вік | Працездатний вік | Постпрацездатний вік |
| -------- | ------- | ------------------ | ---------------- | -------------------- |
| Чоловіки | 81      | 23                 | 45               | 13                   |
| Жінки    | 80      | 20                 | 41               | 19                   |
| Разом    | 161     | 43                 | 86               | 32                   |